# Praça Robson

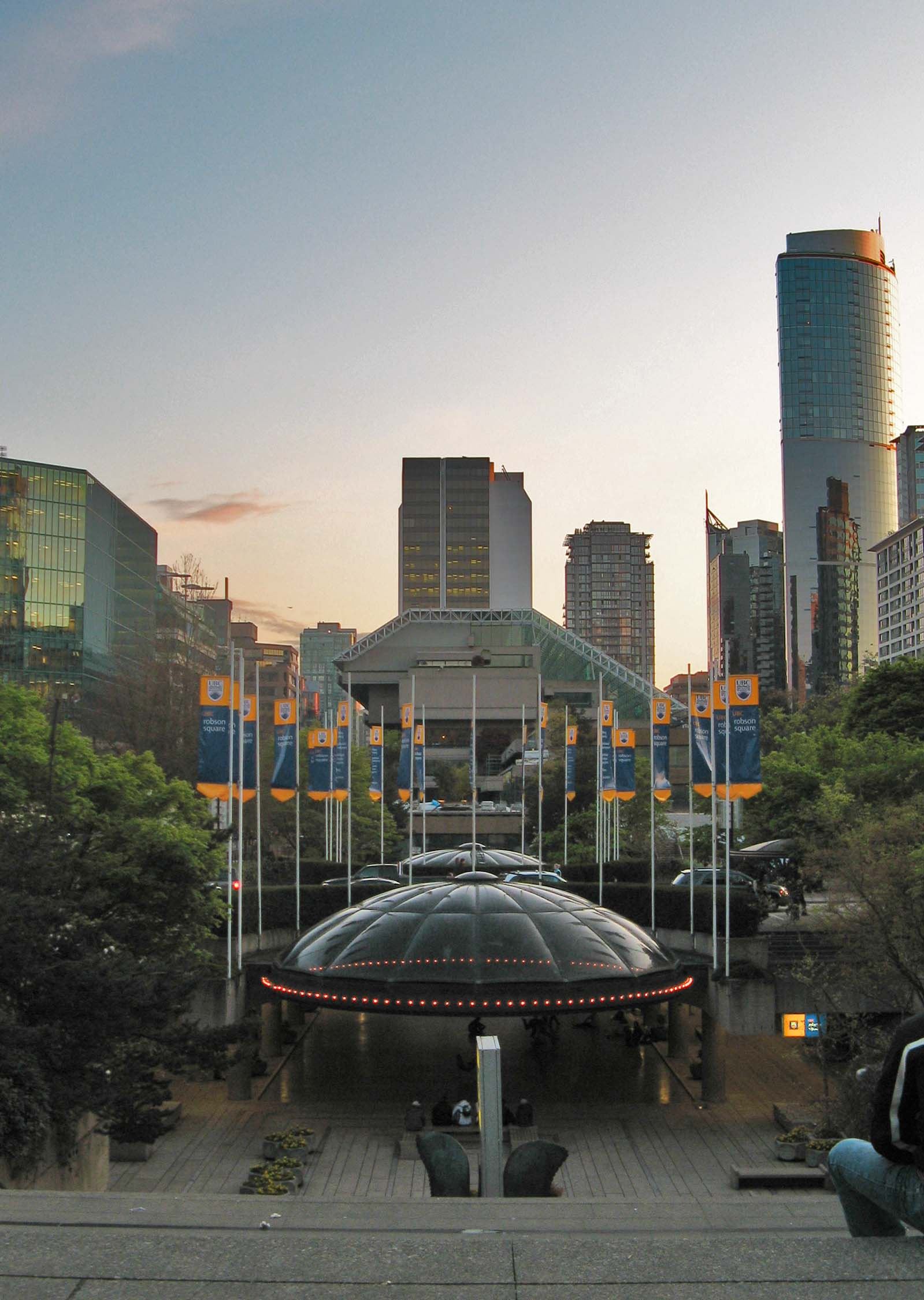
A Praça Robson.

A Praça Robson é um moderno centro cívico e praça pública na baixa de Vancouver, Colúmbia Britânica. Aqui ficam os Tribunais Legislativos Provinciais, edifícios de escritórios governamentais, e espaço público, ligado à Galeria de Arte de Vancouver. A praça foi projectada pelo arquitecto Arthur Erickson.
A praça foi completada entre 1979 e 1983, sendo constituído por três quarteirões e usando 121.000 m² de espaço. Os Tribunais Legislativos Provinciais são o seu principal componente.
Tem 35 salões de tribunal e 42 metros de altura. O telhado de vidro é suportado por uma estrutura espacial de aço, cobrindo aproximadamente 4.600 m² de espaços públicos. Três cascatas ao longo do complexo providenciam ar.
Um rinque de patinagem pode ser encontrado num nível inferior, que se estende por baixo da Rua Robson e que liga a praça à Galeria de Arte de Vancouver. Aqui fica também um câmpus da Universidade de Colúmbia Britânica, o UBC Robson Square, que também fica no nível inferior, juntamente com os restaurantes. Típica dos desenhos de Erickson, a Praça Robson foi principalmente construída a partir de cimento cinzento e tem um desenho "ambiental". Para além da água que corre pelo complexo há árvores e outras plantas. O desenho permite relativamente não-obstruída luz natural e ar fresco. A paisagem no projecto foi desenhada por Cornelia Oberlander.
O complexo foi construído em três fases, com um custo total de 139 milhões de dólares. Os escritórios do governo provincial foram acabados em 1978, os Tribunais Legislativos no ano seguinte, e a renovação do velho edifício do tribunal provincial (onde está atualmente instalada a Galeria de Arte de Vancouver) foi acabada em 1983, uma década depois do desenho estar completo.